# Cardamine incisa
Cardamine incisa là một loài thực vật có hoa trong họ Cải. Loài này được K.Schum. mô tả khoa học đầu tiên năm 1904.